# King Camp Gillete

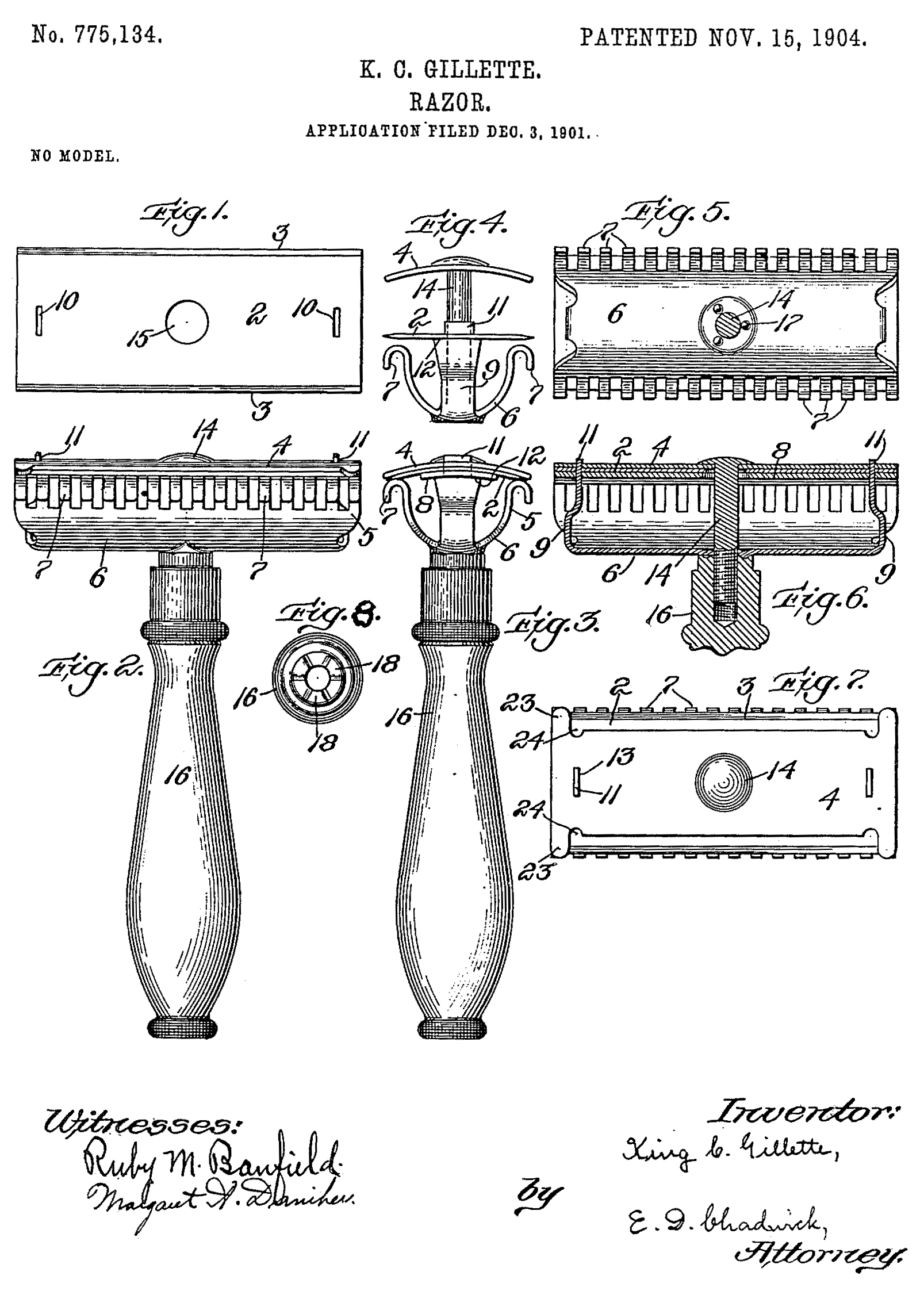
Patent 1904

King Camp Gillette (n. 5 ianuarie 1855, Fond du Lac, Wisconsin — d. 9 iulie 1932, Los Angeles, California), inventator american al lamei de bărbierit, brevetată în 1895, și lansată pe piață în 1903 care apoi a cucerit întreaga lume cu metoda sa revoluționară de ras.
Legături externe
Informații suplimentare
1. 1 2  King C. Gillette, GeneaStar
2. 1 2  King Camp Gillette, Opća i nacionalna enciklopedija
3. 1 2  King Camp Gillette, Find a Grave, accesat în 9 octombrie 2017
4. ↑  King Camp Gillette, Hrvatska enciklopedija[*]
5. ↑  King Camp Gillette, Brockhaus Enzyklopädie
6. ↑  King C. Gillette, Internet Speculative Fiction Database, accesat în 9 octombrie 2017
7. ↑  Cutting Edge: Gillette's Journey to Global Leadership[*], p. 16 Verificați valoarea |titlelink= (ajutor)
8. ↑   https://www.invent.org/inductees/king-camp-gillette Lipsește sau este vid: |title= (ajutor)